# Campionato mondiale di calcio 1958
Il Campionato mondiale di calcio FIFA 1958 o Coppa del Mondo Jules Rimet 1958 (in svedese: Jules Rimet VM 1958, in inglese: 1958 World Cup Jules Rimet), noto anche come Svezia 1958, è stato la sesta edizione della massima competizione per le rappresentative di calcio (squadre comunemente chiamate "nazionali") maschili maggiori delle federazioni sportive affiliate alla FIFA.
Si disputò in Svezia dall'8 al 29 giugno 1958 e fu vinto dal Brasile. Fu la prima edizione a cui l'Italia non riuscì a qualificarsi, la prima ad essere trasmessa in televisione in paesi anche non confinanti e quella ad aver prodotto il marcatore più prolifico per singolo torneo nella storia dei mondiali: il francese Just Fontaine, che segnò 13 reti in sei partite.
Fu il mondiale della consacrazione di Edson Arantes do Nascimento, in arte Pelé, numero 10 brasiliano. O Rei conquistò i primati di più giovane marcatore (contro il Galles) in un mondiale e più giovane campione del mondo della storia, a 17 anni e 249 giorni.

## Assegnazione
La scelta della nazione svedese in quanto sede del torneo si verificò nel 1954, mentre era in svolgimento l'edizione elvetica.

## Formula
La formula del torneo prevedeva una fase a gruppi con 4 gironi all'italiana composti da altrettante squadre ciascuno, demandando allo spareggio l'unica discriminante per eventuali casi di parità nella classifica; con la qualificazione riservata alle prime 2 di ogni girone, il torneo assunse poi il criterio dell'eliminazione diretta.
In quell'epoca, le sostituzioni non erano ancora permesse durante le partite ufficiali. Nel 1958 venne introdotta la possibilità di una sostituzione in caso di infortunio, ma questa regola non era ancora applicata nei tornei internazionali come il Mondiale.

## Stadi
Un totale di dodici città in tutta la parte centrale e meridionale della Svezia hanno ospitato il torneo. I regolamenti FIFA richiedevano almeno sei stadi da 20.000 posti. Se la Danimarca si fosse qualificata, gli organizzatori avevano pianificato di utilizzare l'Idrætsparken a Copenaghen per le partite del girone della Danimarca. L'Idrætsparken fu rinnovato nel 1956 con questo progetto, ma la Danimarca perse contro l'Inghilterra in qualifica. Quando sorgono dubbi sull'opportunità di finanziamenti per la ricostruzione dell'Ullevi e del Malmö Stadion, gli organizzatori hanno considerato gli stadi di Copenaghen e Oslo come misure di emergenza.
Il Råsundastadion è stato ampliato da 38.000 posti per la Coppa del Mondo costruendo banchi di testa. Il presidente del comitato organizzatore Holger Bergérus ha ipotecato la sua casa per pagarlo. Il nuovo stadio di Malmö fu costruito per la Coppa del Mondo, sostituendo il 1896 Malmö Stadion in un nuovo sito. L'Idrottsparken aveva 4.709 posti aggiunti per la Coppa del Mondo. Il governo municipale socialdemocratico si è rifiutato di pagare per questo fino a quando gli organizzatori non hanno minacciato di selezionare Folkungavallen a Linköping. Al Rimnersvallen, uno stand dal piccolo stadio Oddevallen è stato trasferito a Rimnersvallen per la Coppa del Mondo. La folla in Brasile contro l'Austria era stimata a 21.000, con più attenzione dal fianco della collina adiacente. Lo stadio più utilizzato è stato il Råsundastadion di Stoccolma, che ha ospitato 8 partite tra cui la finale, seguita dallo stadio Ullevi di Göteborg (il più grande stadio utilizzato durante il torneo), che ha ospitato 7 partite.
| Solna (Stoccolma)       | Göteborg                                                                                                  | Malmö | Helsingborg           |
| ----------------------- | --- | --- | --------------------- |
| Råsundastadion          | Ullevi Stadion                                                                                            | Malmö Stadion                                                                                             | Olympia               |
| 59°21′46″N 17°59′47″E   | 57°42′21″N 11°59′14″E                                                                                     | 55°35′10″N 12°59′21″E                                                                                     | 56°02′58″N 12°42′25″E |
| Capienza: 52.400        | Capienza: 53.500                                                                                          | Capienza: 30.000                                                                                          | Capienza: 27.000      |
|                         | | |                       |
| Eskilstuna              | Borås Eskilstuna Göteborg Halmstad Helsingborg Malmö Norrköping Örebro Sandviken Solna Uddevalla Västerås | Borås Eskilstuna Göteborg Halmstad Helsingborg Malmö Norrköping Örebro Sandviken Solna Uddevalla Västerås | Norrköping            |
| Tunavallen              | Borås Eskilstuna Göteborg Halmstad Helsingborg Malmö Norrköping Örebro Sandviken Solna Uddevalla Västerås | Borås Eskilstuna Göteborg Halmstad Helsingborg Malmö Norrköping Örebro Sandviken Solna Uddevalla Västerås | Idrottsparken         |
| 59°22′14.4″N 16°29′42″E | Borås Eskilstuna Göteborg Halmstad Helsingborg Malmö Norrköping Örebro Sandviken Solna Uddevalla Västerås | Borås Eskilstuna Göteborg Halmstad Helsingborg Malmö Norrköping Örebro Sandviken Solna Uddevalla Västerås | 58°35′03″N 16°10′23″E |
| Capienza: 20.000        | Borås Eskilstuna Göteborg Halmstad Helsingborg Malmö Norrköping Örebro Sandviken Solna Uddevalla Västerås | Borås Eskilstuna Göteborg Halmstad Helsingborg Malmö Norrköping Örebro Sandviken Solna Uddevalla Västerås | Capienza: 20.000      |
|                         | Borås Eskilstuna Göteborg Halmstad Helsingborg Malmö Norrköping Örebro Sandviken Solna Uddevalla Västerås | Borås Eskilstuna Göteborg Halmstad Helsingborg Malmö Norrköping Örebro Sandviken Solna Uddevalla Västerås |                       |
| Sandviken               | Borås Eskilstuna Göteborg Halmstad Helsingborg Malmö Norrköping Örebro Sandviken Solna Uddevalla Västerås | Borås Eskilstuna Göteborg Halmstad Helsingborg Malmö Norrköping Örebro Sandviken Solna Uddevalla Västerås | Uddevalla             |
| Jernvallen              | Borås Eskilstuna Göteborg Halmstad Helsingborg Malmö Norrköping Örebro Sandviken Solna Uddevalla Västerås | Borås Eskilstuna Göteborg Halmstad Helsingborg Malmö Norrköping Örebro Sandviken Solna Uddevalla Västerås | Rimnersvallen         |
| 60°36.4′N 16°46.3′E     | Borås Eskilstuna Göteborg Halmstad Helsingborg Malmö Norrköping Örebro Sandviken Solna Uddevalla Västerås | Borås Eskilstuna Göteborg Halmstad Helsingborg Malmö Norrköping Örebro Sandviken Solna Uddevalla Västerås | 58°21′24″N 11°57′00″E |
| Capienza: 20.000        | Borås Eskilstuna Göteborg Halmstad Helsingborg Malmö Norrköping Örebro Sandviken Solna Uddevalla Västerås | Borås Eskilstuna Göteborg Halmstad Helsingborg Malmö Norrköping Örebro Sandviken Solna Uddevalla Västerås | Capienza: 17.778      |
|                         | Borås Eskilstuna Göteborg Halmstad Helsingborg Malmö Norrköping Örebro Sandviken Solna Uddevalla Västerås | Borås Eskilstuna Göteborg Halmstad Helsingborg Malmö Norrköping Örebro Sandviken Solna Uddevalla Västerås |                       |
| Borås                   | Halmstad                                                                                                  | Örebro | Västerås              |
| Ryavallen               | Örjans Vall                                                                                               | Eyravallen                                                                                                | Arosvallen            |
| 57°44′09″N 12°56′06″E   | 56°41′03″N 12°51′59″E                                                                                     | 59°15′58″N 15°13′23″E                                                                                     | 59°37′14″N 16°32′28″E |
| Capienza: 15.000        | Capienza: 15.000                                                                                          | Capienza: 13.000                                                                                          | Capienza: 10.000      |
|                         | | |                       |

## Squadre partecipanti e qualificazioni
| Pr. | Squadra          | Data di qualificazione certa | Confederazione | Continente          | Partecipante in quanto                                         | Partecipazioni precedenti al torneo |
| --- | ---------------- | ---------------------------- | -------------- | ------------------- | -------------------------------------------------------------- | ----------------------------------- |
| 1   | Svezia           | 23 giugno 1954               | UEFA           | Europa              | Rappresentativa della nazione organizzatrice della fase finale | 3 (1934, 1938, 1950)                |
| 2   | Germania Ovest   | 4 luglio 1954                | UEFA           | Europa              | Paese detentore del titolo                                     | 3 (1934, 1938, 1954)                |
| 3   | Brasile          | 21 aprile 1957               | CONMEBOL       | America meridionale | Vincitrice del Gruppo 1 (CONMEBOL)                             | 5 (1930, 1934, 1938, 1950, 1954)    |
| 4   | Inghilterra      | 19 maggio 1957               | UEFA           | Europa              | Vincitrice del Gruppo 1 (UEFA)                                 | 2 (1950, 1954)                      |
| 5   | Paraguay         | 14 luglio 1957               | CONMEBOL       | America meridionale | Vincitrice del Gruppo 3 (CONMEBOL)                             | 2 (1930, 1950)                      |
| 6   | Austria          | 29 settembre 1957            | UEFA           | Europa              | Vincitrice del Gruppo 5 (UEFA)                                 | 2 (1934, 1954)                      |
| 7   | Argentina        | 27 ottobre 1957              | CONMEBOL       | America meridionale | Vincitrice del Gruppo 2 (CONMEBOL)                             | 2 (1930, 1934)                      |
| 8   | Cecoslovacchia   | 27 ottobre 1957              | UEFA           | Europa              | Vincitrice del Gruppo 4 (UEFA)                                 | 3 (1934, 1938, 1954)                |
| 9   | Francia          | 27 ottobre 1957              | UEFA           | Europa              | Vincitrice del Gruppo 2 (UEFA)                                 | 4 (1930, 1934, 1938, 1954)          |
| 10  | Messico          | 27 ottobre 1957              | NAFC           | America del Nord    | Vincitrice del Turno finale (CCCF/NAFC)                        | 3 (1930, 1950, 1954)                |
| 11  | Scozia           | 6 novembre 1957              | UEFA           | Europa              | Vincitrice del Gruppo 9 (UEFA)                                 | 1 (1954)                            |
| 12  | Ungheria         | 10 novembre 1957             | UEFA           | Europa              | Vincitrice del Gruppo 3 (UEFA)                                 | 3 (1934, 1938, 1954)                |
| 13  | Jugoslavia       | 17 novembre 1957             | UEFA           | Europa              | Vincitrice del Gruppo 7 (UEFA)                                 | 3 (1930, 1950, 1954)                |
| 14  | Unione Sovietica | 24 novembre 1957             | UEFA           | Europa/Asia         | Vincitrice del Gruppo 6 (UEFA)                                 | −                                   |
| 15  | Irlanda del Nord | 15 gennaio 1958              | UEFA           | Europa              | Vincitrice del Gruppo 8 (UEFA)                                 | −                                   |
| 16  | Galles           | 5 febbraio 1958              | UEFA           | Europa              | Vincitrice del Turno finale (CAF/AFC) e spareggio              | −                                   |

Nota bene: nella sezione "partecipazioni precedenti al torneo", le date in grassetto indicano che la nazione ha vinto quella edizione del torneo, mentre le date in corsivo indicano la nazione ospitante.
La fase eliminatoria si svolse tra l'autunno 1956 e l'autunno 1957, con un'appendice relativa alla sfida tra Italia e Irlanda del Nord: inizialmente previsto per il 4 dicembre 1957, l'incontro fu declassato ad esibizione amichevole per il mancato arrivo a Belfast dell'arbitro Zsolt, il cui volo aereo venne impedito dalla nebbia di Londra. Il recupero si tenne nella capitale nordirlandese il 15 gennaio 1958, terminando con la vittoria per 2-1 dei padroni di casa che ottennero la prima qualificazione: dal canto italiano ciò coincise invece con la prima esclusione dal torneo.
Da segnalare inoltre le mancate partecipazioni di Uruguay (due volte campione), Paesi Bassi e Spagna cui fece da contraltare il debutto dell'Unione Sovietica; si trattò infine dell'unica edizione cui abbiano preso parte contemporaneamente le Home Nations, ovvero le quattro rappresentanti del Regno Unito.

## Il sorteggio
Il sorteggio avviene l'otto febbraio 1958 a Stoccolma. La televisione svedese trasmette per la prima volta la cerimonia del sorteggio.
Viene privilegiata questa volta una ripartizione di tipo geografico, dividendo le dodici squadre europee nei gruppi Europa occidentale, Europa orientale, Isole Britanniche a cui si aggiungono le quattro squadre del continente americano.
Ecco la composizione delle fasce destinate al sorteggio:
| Europa occidentale | America   | Europa orientale | Regno Unito      |
| ------------------ | --------- | ---------------- | ---------------- |
| Austria            | Argentina | Cecoslovacchia   | Galles           |
| Francia            | Brasile   | Jugoslavia       | Inghilterra      |
| Germania Ovest     | Messico   | Ungheria         | Irlanda del Nord |
| Svezia             | Paraguay  | Unione Sovietica | Scozia           |

## Riassunto del torneo
L'iniziale fase a gironi indicò in Germania Ovest e Francia due possibili candidate per la vittoria finale, pronostico estesosi alla Svezia padrone di casa nonché al Brasile. Con il ruolo di outsider incarnato dalla Jugoslavia, spiccarono invece in negativo le prestazioni offerte da Inghilterra e Ungheria; britannici e magiari mancarono entrambi la qualificazione perdendo uno spareggio, a favore rispettivamente di Unione Sovietica e Galles. Deludente anche la partecipazione dell'Argentina, i cui sostenitori ingaggiarono violente proteste al ritorno in patria.
Il diretto passaggio ai quarti di finale riguardò teutonici, transalpini, scandinavi, slavi del sud e verdeoro, cui s'aggiunse l'Irlanda del Nord prevalsa in un «dentro o fuori» a spese della Cecoslovacchia. La rincorsa dei biancoverdi venne fermata dalla Francia, con il quadro delle semifinaliste completato da Svezia, Brasile e Germania Ovest.

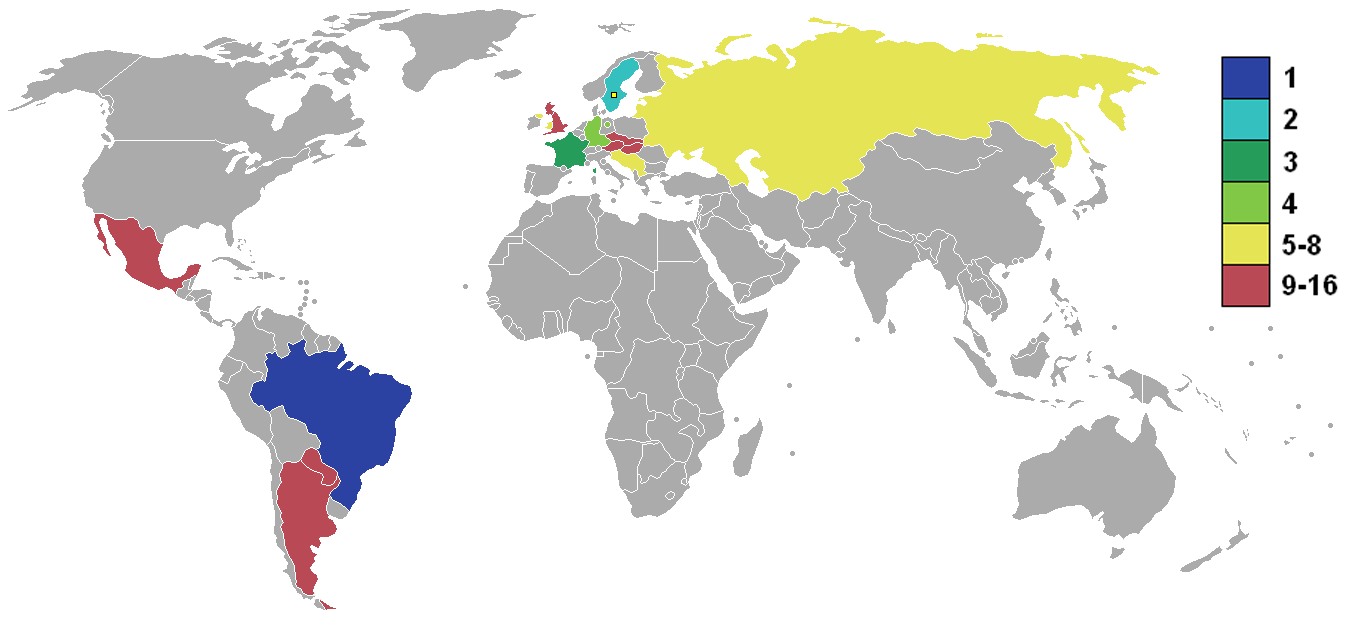
Piazzamenti delle nazionali

Gli incroci antecedenti l'atto finale registrarono l'affermazione svedese sulla Mannschaft, precludendo a questa l'opportunità di difesa del titolo mondiale: per un patto compiuto all'interno dello spogliatoio, i calciatori scandinavi si rasarono successivamente i capelli a zero. Avversario dei padroni di casa fu il Brasile, impostosi per 5-2 sui Blues grazie anche alla tripletta del giovane Pelé; la finale di consolazione premiò i transalpini a scapito dei tedeschi, con Fontaine laureatosi capocannoniere. Ad incamerare il trofeo furono invece i sudamericani, nettamente vittoriosi nei confronti della rivale (5-2): per la Seleção si trattò del primo trionfo in ambito mondiale, riscattando la delusione conosciuta al Maracanazo nel 1950.
In fatto di record, peraltro imbattuti nel sessantennio a venire, si segnalano la quantità di reti realizzate da Fontaine (ben 13) e l'unica vittoria della coppa da parte di una formazione sudamericana nel continente europeo.

## Risultati

### Fase a gironi

#### Gruppo 1

##### Classifica
| Pos. | Squadra          | Pt | G | V | N | P | GF | GS | DR |
| ---- | ---------------- | -- | - | - | - | - | -- | -- | -- |
| 1.   | Germania Ovest   | 4  | 3 | 1 | 2 | 0 | 7  | 5  | +2 |
| 2.   | Irlanda del Nord | 3  | 3 | 1 | 1 | 1 | 4  | 5  | -1 |
| 3.   | Cecoslovacchia   | 3  | 3 | 1 | 1 | 1 | 8  | 4  | +4 |
| 4.   | Argentina        | 2  | 3 | 1 | 0 | 2 | 5  | 10 | -5 |

##### Incontri
| Arbitro: | Leafe |

|                         |           |             |
| Rahn 32’ 79’ Seeler 42’ | Marcatori | 3’ Corbatta |

| Arbitro: | Seipelt |

|          |           |  |
| Cush 21’ | Marcatori |  |

| Arbitro: | Ahlner |

|                                           |           |              |
| Corbatta 37’ (rig.) Menéndez 56’ Avio 60’ | Marcatori | 4’ McParland |

| Arbitro: | Ellis |

|                      |           |                             |
| Schäfer 60’ Rahn 71’ | Marcatori | 24’ (rig.) Dvořák 42’ Zikán |

| Arbitro: | Campos |

|                     |           |                   |
| Rahn 20’ Seeler 78’ | Marcatori | 18’ 60’ McParland |

| Arbitro: | Ellis |

|                                                      |           |                     |
| Dvořák 8’ Zikán 17’ 39’ Feureisl 68’ Hovorka 81’ 89’ | Marcatori | 64’ (rig.) Corbatta |

##### Spareggio
| Arbitro: | Guigue |

|                   |           |           |
| McParland 44’ 97’ | Marcatori | 18’ Zikán |

#### Gruppo 2

##### Classifica
| Pos. | Squadra    | Pt | G | V | N | P | GF | GS | DR |
| ---- | ---------- | -- | - | - | - | - | -- | -- | -- |
| 1.   | Francia    | 4  | 3 | 2 | 0 | 1 | 11 | 7  | +4 |
| 2.   | Jugoslavia | 4  | 3 | 1 | 2 | 0 | 7  | 6  | +1 |
| 3.   | Paraguay   | 3  | 3 | 1 | 1 | 1 | 9  | 12 | -3 |
| 4.   | Scozia     | 1  | 3 | 0 | 1 | 2 | 4  | 6  | -2 |

##### Incontri
| Arbitro: | Gardeazabal |

|                                                                      |           |                                    |
| Fontaine 24’ 30’ 67’ Piantoni 52’ Wisnieski 61’ Kopa 70’ Vincent 83’ | Marcatori | 20’ 44’ (rig.) Amarilla 50’ Romero |

| Arbitro: | Wyssling |

|              |           |            |
| Petaković 6’ | Marcatori | 49’ Murray |

| Arbitro: | Griffiths |

|                                   |           |                 |
| Petaković 16’ Veselinović 63’ 88’ | Marcatori | 4’ 85’ Fontaine |

| Arbitro: | Orlandini |

|                             |           |                       |
| Agüero 4’ Ré 45’ Parodi 73’ | Marcatori | 24’ Mudie 74’ Collins |

| Arbitro: | Brozzi |

|                           |           |           |
| Piantoni 22’ Fontaine 44’ | Marcatori | 58’ Baird |

| Arbitro: | Macko |

|                                  |           |                                           |
| Parodi 20’ Agüero 52’ Romero 80’ | Marcatori | 18’ Ognjanović 21’ Veselinović 73’ Rajkov |

#### Gruppo 3

##### Classifica
| Pos. | Squadra  | Pt | G | V | N | P | GF | GS | DR |
| ---- | -------- | -- | - | - | - | - | -- | -- | -- |
| 1.   | Svezia   | 5  | 3 | 2 | 1 | 0 | 5  | 1  | +4 |
| 2.   | Galles   | 3  | 3 | 0 | 3 | 0 | 2  | 2  | 0  |
| 3.   | Ungheria | 3  | 3 | 1 | 1 | 1 | 6  | 3  | +3 |
| 4.   | Messico  | 1  | 3 | 0 | 1 | 2 | 1  | 8  | -7 |

##### Incontri
| Arbitro: | Latychev |

|                                       |           |  |
| Simonsson 17’ 64’ Liedholm 57’ (rig.) | Marcatori |  |

| Arbitro: | Codesal |

|           |           |                |
| Bozsik 5’ | Marcatori | 27’ J. Charles |

| Arbitro: | Lemesic |

|              |           |                  |
| Belmonte 89’ | Marcatori | 32’ I. Allchurch |

| Arbitro: | Mowat |

|                |           |           |
| Hamrin 34’ 55’ | Marcatori | 77’ Tichy |

| Solna 15 giugno 1958, ore 14:00 | Svezia     | 0 – 0 referto | Galles | Råsunda (35.000 spett.)\| Arbitro: \| Van Nuffel \| |
| Arbitro:                        | Van Nuffel |               |        |                                                     |

| Arbitro: | Eriksson |

|                                       |           |  |
| Tichy 19’ 46’ Sándor 54’ Bencsics 69’ | Marcatori |  |

##### Spareggio
| Arbitro: | Latychev |

|                             |           |           |
| I. Allchurch 55’ Medwin 76’ | Marcatori | 33’ Tichy |

#### Gruppo 4

##### Classifica
| Pos. | Squadra          | Pt | G | V | N | P | GF | GS | DR |
| ---- | ---------------- | -- | - | - | - | - | -- | -- | -- |
| 1.   | Brasile          | 5  | 3 | 2 | 1 | 0 | 5  | 0  | 5  |
| 2.   | Unione Sovietica | 3  | 3 | 1 | 1 | 1 | 4  | 4  | 0  |
| 3.   | Inghilterra      | 3  | 3 | 0 | 3 | 0 | 4  | 4  | 0  |
| 4.   | Austria          | 1  | 3 | 0 | 1 | 2 | 2  | 7  | -5 |

##### Incontri
| Arbitro: | Guigue |

|                                    |           |  |
| Altafini 37’ 85’ Nílton Santos 50’ | Marcatori |  |

| Arbitro: | Zsolt |

|                            |           |                             |
| Simonyan 13’ A. Ivanov 56’ | Marcatori | 66’ Kevan 85’ (rig.) Finney |

| Göteborg 11 giugno 1958, ore 19:00 | Brasile | 0 – 0 referto | Inghilterra | Ullevi (40.895 spett.)\| Arbitro: \| Dusch \| |
| Arbitro:                           | Dusch   |               |             |                                               |

| Arbitro: | Jorgensen |

|                             |           |  |
| A. Ivanov 15’ V. Ivanov 62’ | Marcatori |  |

| Arbitro: | Bronkhorst |

|                      |           |                       |
| Haynes 56’ Kevan 74’ | Marcatori | 15’ Koller 71’ Körner |

| Arbitro: | Guigue |

|             |           |  |
| Vavá 3’ 77’ | Marcatori |  |

##### Spareggio
| Arbitro: | Dusch |

|           |           |  |
| Ilyin 69’ | Marcatori |  |

### Fase ad eliminazione diretta

#### Tabellone
|  | Quarti di finale | Quarti di finale | Quarti di finale |                |         | Semifinali     | Semifinali     | Semifinali |         |                           | Finale                    | Finale                    | Finale |  |
|  |                  |                  |                  |                |         |                |                |            |         |                           |                           |                           |        |  |
|  | Brasile          | Brasile          | 1                |                |         |                |                |            |         |                           |                           |                           |        |  |
|  | Brasile          | Brasile          | 1                |                |         |                |                |            |         |                           |                           |                           |        |  |
|  | Galles           | Galles           | 0                |                |         |                |                |            |         |                           |                           |                           |        |  |
|  | Galles           | Galles           | 0                |                | Brasile | Brasile        | 5              |            |         |                           |                           |                           |        |  |
|  |                  |                  |                  |                | Brasile | Brasile        | 5              |            |         |                           |                           |                           |        |  |
|  |                  |                  | Francia          | Francia        | 2       |                |                |            |         |                           |                           |                           |        |  |
|  | Francia          | Francia          | Francia          | Francia        | 2       | 4              |                |            |         |                           |                           |                           |        |  |
|  | Francia          | Francia          |                  |                |         |                |                |            |         |                           |                           |                           |        |  |
|  | Irlanda del Nord | Irlanda del Nord | 0                |                |         |                |                |            |         |                           |                           |                           |        |  |
|  | Irlanda del Nord | Irlanda del Nord | 0                |                | Brasile | Brasile        | 5              |            |         |                           |                           |                           |        |  |
|  |                  |                  |                  |                |         |                |                |            |         |                           |                           |                           |        |  |
|  |                  |                  | Svezia           | Svezia         | 2       |                |                |            |         |                           |                           |                           |        |  |
|  | Svezia           | Svezia           | Svezia           | Svezia         | 2       | 2              |                |            |         |                           |                           |                           |        |  |
|  | Svezia           | Svezia           |                  |                |         | 2              |                |            |         |                           |                           |                           |        |  |
|  | Unione Sovietica | Unione Sovietica | 0                |                |         |                |                |            |         |                           |                           |                           |        |  |
|  | Unione Sovietica | Unione Sovietica | 0                |                | Svezia  | Svezia         | 3              |            |         | Finale per il terzo posto | Finale per il terzo posto | Finale per il terzo posto |        |  |
|  |                  |                  |                  |                | Svezia  | Svezia         | 3              |            |         |                           |                           |                           |        |  |
|  |                  |                  | Germania Ovest   | Germania Ovest | 1       |                |                |            |         |                           |                           |                           |        |  |
|  | Germania Ovest   | Germania Ovest   | Germania Ovest   | Germania Ovest | 1       | 1              |                |            | Francia | Francia                   | 6                         |                           |        |  |
|  | Germania Ovest   | Germania Ovest   |                  |                |         |                |                |            | Francia | Francia                   | 6                         |                           |        |  |
|  | Jugoslavia       | Jugoslavia       | 0                |                |         | Germania Ovest | Germania Ovest | 3          |         |                           |                           |                           |        |  |

#### Quarti di finale
| Arbitro: | Gardeazabal |

|                                             |           |  |
| Wisnieski 22’ Fontaine 55’ 63’ Piantoni 68’ | Marcatori |  |

| Arbitro: | Leafe |

|                          |           |  |
| Hamrin 49’ Simonsson 88’ | Marcatori |  |

| Arbitro: | Seipelt |

|          |           |  |
| Pelé 66’ | Marcatori |  |

| Arbitro: | Wyssling |

|          |           |  |
| Rahn 12’ | Marcatori |  |

#### Semifinali
| Arbitro: | Griffiths |

|                          |           |                                   |
| Fontaine 9’ Piantoni 83’ | Marcatori | 2’ Vavá 39’ Didi 52’ 64’ 75’ Pelé |

| Arbitro: | Zsolt |

|             |           |                                  |
| Schäfer 24’ | Marcatori | 32’ Skoglund 81’ Gren 88’ Hamrin |

#### Finale per il terzo posto
| Arbitro: | Brozzi |

|                                      |           |                                                    |
| Cieslarczyk 18’ Rahn 52’ Schäfer 84’ | Marcatori | 16’ 36’ 78’ 89’ Fontaine 27’ (rig.) Kopa 50’ Douis |

#### Finale
| Arbitro: | Guigue |

|                                      |           |                           |
| Vavá 9’ 32’ Pelé 55’ 90’ Zagallo 68’ | Marcatori | 4’ Liedholm 80’ Simonsson |

## Statistiche

### Classifica marcatori
13 reti
- Just Fontaine

6 reti
- Pelé
- Helmut Rahn

5 reti
- Vavá
- Peter McParland

4 reti
- Roger Piantoni
- Zdeněk Zikán
- Kurt Hamrin
- Agne Simonsson
- Lajos Tichy

3 reti
- Omar Corbatta (2 rig.)
- Hans Schäfer
- Todor Veselinović

2 reti
- José Altafini
- Milan Dvořák (1 rig.)
- Václav Hovorka
- Raymond Kopa
- Maryan Wisnieski
- Ivor Allchurch
- Uwe Seeler

- Aleksandar Petaković
- Juan Bautista Agüero
- Florencio Amarilla (1 rig.)
- José Parodi
- Jorge Lino Romero
- Nils Liedholm (1 rig.)
- Aleksandr Ivanov

1 rete
- Ludovico Avio
- Norberto Menéndez
- Karl Koller
- Alfred Körner
- Didi
- Nílton Santos
- Mário Zagallo
- Jiří Feureisl

- Yvon Douis
- Jean Vincent
- John Charles
- Terry Medwin
- Hans Cieslarczyk
- Tom Finney (1 rig.)
- Johnny Haynes
- Wilbur Cush

- Radivoje Ognjanović
- Zdravko Rajkov
- Jaime Belmonte
- Cayetano Ré
- Sammy Baird
- Bobby Collins
- Jackie Mudie
- Jimmy Murray

- Gunnar Gren
- Lennart Skoglund
- József Bencsics
- József Bozsik
- Károly Sándor
- Anatolij Il'in
- Valentin Ivanov
- Nikita Simonyan

## Premi[29]
| Miglior marcatore  | Miglior giovane |
| ------------------ | --------------- |
| Just Fontaine (13) | Pelé            |

### All-Star Team[31]
| Portiere    | Difensori                           | Centrocampisti                                   | Attaccanti                   |
| ----------- | ----------------------------------- | ------------------------------------------------ | ---------------------------- |
| Harry Gregg | Djalma Santos Bellini Nílton Santos | Danny Blanchflower Didi Gunnar Gren Raymond Kopa | Pelé Garrincha Just Fontaine |